# Ledra imitatrix
Ledra imitatrix är en insektsart som beskrevs av Jacobi 1944. Ledra imitatrix ingår i släktet Ledra och familjen dvärgstritar. Inga underarter finns listade i Catalogue of Life.